# Défense de savoir
Pour plus de détails, voir Fiche technique et Distribution.
Défense de savoir est un film français réalisé par Nadine Trintignant, sorti en 1973.

## Synopsis
Maître Jean-Pierre Laubré (Jean-Louis Trintignant), un avocat, est commis d'office pour défendre Simone (Bernadette Lafont), soupçonnée du meurtre de Ravier (Charles Denner), son compagnon. Devant l'absence de collaboration de sa cliente, il tente d'en découvrir plus sur cette affaire. Ses recherches le conduisent à s'intéresser à Cristani (Michel Bouquet), un candidat aux élections législatives.

## Fiche technique
- Titre : Défense de savoir
- Réalisation : Nadine Trintignant
- Assistants à la réalisation : Jean-Patrick Lebel, Jean-Jacques Beineix, Gianfranco Clerici
- Scénario et dialogues : Alain Corneau et Nadine Trintignant
- Photographie : William Lubtchansky
- Son : Harald Maury
- Montage : Nicole Lubtchansky
- Musique : Bruno Nicolai
- Scripte : Élisabeth Rappeneau
- Directeur de production : Ralph Baum
- Sociétés de production : Lira Films (Paris), Medusa Produzione (Roma)
- Pays d'origine :  France
- Format : couleur - 35 mm - Mono
- Genre : policier
- Durée : 100 minutes
- Date de sortie : 6 septembre 1973

## Distribution
- Jean-Louis Trintignant : Maître Jean-Pierre Laubré
- Michel Bouquet : Cristani
- Charles Denner : Ravier
- Juliet Berto : Juliette Cristani
- Bernadette Lafont : Simone
- Claude Piéplu : Descarne
- Barbara Laage : Mme Cristani
- Marie Trintignant : Marie
- Pierre Santini : Jean
- Serge Marquand : l'ami de Simone
- Carlo De Mejo : Bruno Cristani
- Antoine Marin : le patron du café
- Gilberte Géniat : la patronne du café
- Yves Afonso : un policier
- André Rouyer : un policier
- Marc Eyraud : le témoin
- Michel Berto : le metteur en scène
- Clément Harari : l'acteur